# Prasinochrysa detracta
Prasinochrysa detracta là một loài bướm đêm trong họ Geometridae.